# Anders Persson (orgelbyggare)
Anders Erland Leonard Persson, född 9 maj 1919 i Jonstorps församling i Malmöhus län, död 11 juni 1994, Brunnby församling i Höganäs kommun, var en svensk orgelbyggare.

## Biografi
Föddes 1919 i Jonstorps församling och var son till arrendatorn Arvid Patrik Persson och Anna Emilia Jönsson. Flyttar 1947 till Skörpinge i Höja landskommun, Kristianstads län för att arbeta som servie-man.  Persson var åren 1952–1964 anställd hos den danska orgelbyggarfirman Marcussen & Søn, där han medverkade vid restaureringarna av orglarna Sankt Bavo i Haarlem och Lövstabruks kyrka. År 1964 startade Persson en egen orgelbyggeriverkstad i Viken, Höganäs kommun där man byggde både mindre och större instrument samt verkade som restauratörer.

## Orgelverk
| År      | Ursprunglig kyrka                                     | Stift      | Bild | Manualer | Pedal        | Stämmor | Bevarad orgel/fasad | Övrigt |
| ------- | ----------------------------------------------------- | ---------- | ---- | -------- | ------------ | ------- | ------------------- | --- |
|         | ?                                                     |            |      | 1        |              | 4       | Ja/Ja               | Orgeln flyttades till Rönnekyrkan, Ängelholm år 1975. |
| ca 1965 | Capella Ecumenica                                     |            |      | 1        | Bihängd      | 4       | Ja/Ja               | Mekanisk orgel. |
| 1965    | Kungälvs församlingshem                               | Göteborgs  |      | 1        |              | 4       | Ja/Ja               | Mekanisk orgel. Flyttades okänt år till Kungälvs kyrka.                                                                                                  |
| 1966    | Grevegårdens kyrka, Tynnered                          | Göteborgs  |      | 1        |              | 4       | Ja/Ja               | Mekanisk orgel. |
| 1966    | Skogslyckans kyrka                                    | Växjö      |      | 2        | Självständig | 12      | Ja/Ja               | Mekanisk orgel. Fasaden är från 1894 års orgel, byggd för Uråsa kyrka av Carl Elfström, Ljungby. Fasaden (orgeln) flyttade 1955 till Skogslyckans kyrka. |
| 1966    | Bollerups kyrka                                       | Lunds      |      | 1        |              | 4       | Ja/Ja               | Mekanisk orgel. |
| 1967    | Petersgårdens kyrka, Sankt Peters klosters församling | Lunds      |      | 2        | Självständig | 8       | Ja/Ja               | Mekanisk orgel. |
| 1967    | Tysslinge kyrka                                       |            |      | 1        | Självständig | 5       | Ja/Ja               | Mekanisk orgel. Flyttades 1971 till Hällabrottets kyrka. Orgeln flyttades 1979 till Hallsbergs missionskyrka.                                            |
| 1967    | Mariedamms kapell                                     | Strängnäs  |      | 1        | Bihängd      | 4       | Ja/Ja               | Mekanisk orgel. |
| 1967    | Vreta klosters kyrka                                  | Linköpings |      | 1        | Självständig | 5       | Ja/Ja               | Mekanisk kororgel. |
| 1967    | Allhelgonakapellet                                    | Visby      |      | 1        | Självständig | 5       | Ja/Ja               | Mekanisk orgel. |
| 1967    | Arilds kapell                                         | Lunds      |      | 1        | Bihängd      | 4       | Ja/Ja               | Mekanisk orgel. |
| 1967    | Gravkapellet, Klippan                                 | Lunds      |      | 1        | Självständig | 5       | Ja/Ja               | Mekanisk orgel. |
| 1968    | Sankta Maria kyrka, Helsingborg                       | Lunds      |      | 1        | Bihängd      | 6       | Ja/Ja               | Mekanisk kororgel. |
| 1968    | Toltorpskyrkan                                        | Göteborgs  |      | 1        | Självständig | 8       | Ja/Ja               | Mekanisk orgel. |
| 1968    | Härlövs kyrka                                         | Växjö      |      | 1        | Självständig | 7       | Ja/Ja               | Mekanisk orgel. Fasaden är äldre än orgeln. |
| 1968    | Sankt Mikaels kapell, Visby                           | Visby      |      | 1        |              | 4       | Ja/Ja               | Mekanisk orgel. |
| 1968    | Väsby kyrka                                           | Lunds      |      | 2        | Självständig | 22      | Ja/Ja               | Mekanisk orgel. |
| 1969    | Sankt Johannes kyrka, Malmö                           | Lunds      |      | 1        | Bihängd      | 6       | Ja/Ja               | Mekanisk kororgel. |
| 1969    | S:t Jakobs kapell, S:t Johannes                       | Lunds      |      | 1        | Självständig | 5       | Ja/Ja               | Mekanisk kororgel. |
| 1969    | Ringstorpskyrkan                                      | Lunds      |      | 1        | Självständig | 5       | Ja/Ja               | Mekanisk orgel. Orgelflyttades till Timfors kapell 1987.                                                                                                 |
| 1969    | Sanna kyrka                                           | Växjö      |      | 1        | Självständig | 5       | Ja/Ja               | Mekanisk orgel. |
| 1969    | Västra Sönnarslövs kyrka                              | Lunds      |      | 2        | Självständig | 13      | Ja/Ja               | Mekanisk orgel. |
| 1970    | Halla kyrka                                           | Visby      |      | 1        | Självständig | 7       | Ja/Ja               | Mekanisk orgel. |
| 1970    | Viby kyrka                                            | Linköpings |      | 1        | Självständig | 5       | Ja/Ja               | Mekanisk kororgel. |
| 1970    | Malungs kyrka                                         | Västerås   |      | 1        | Självständig | 5       | Ja/Ja               | Mekanisk kororgel. Utökades 1982 av Kálmán Exner med Gedacktbas 8' i pedalen.                                                                            |
| 1970    | Fide kyrka                                            | Visby      |      | 1        | Bihängd      | 6       | Ja/Ja               | Mekanisk orgel. |
| ca 1970 | Svegs kyrka                                           | Härnösands |      | 1        |              | 4       | Ja/Ja               | Mekanisk orgel med slejflåda. |
| 1970    | Bräkne-Hoby kyrka                                     | Lunds      |      | 1        | Självständig | 8       | Ja/Ja               | Mekanisk manual och elektrisk pedal. |
| 1971    | Vinslövs kyrka                                        | Lunds      |      | 2        | Självständig | 17      | Ja/Ja               | Ny fasad ritad av Torsten Leon-Nilson. |
| 1971    | Rya kyrka                                             | Lunds      |      | 2        | Självständig | 13      | Ja/Ja               | Mekanisk orgel. |
| 1971    | Sankt Olofs kapell, Kumla                             | Strängnäs  |      | 1        | Självständig | 5       | Ja/Ja               | Mekanisk orgel. |
| 1971    | Barlingbo kyrka                                       | Visby      |      | 1        | Självständig | 5       | Ja/Ja               | Mekanisk orgel. |
| 1971    | Dädesjö kyrka                                         |            |      | 1        | Bihängd      | 6       | Ja/Ja               | Mekanisk orgel. Orgeln flyttades 1985 till Norsborgs kyrka och fick där Självständig pedal av Tostareds Kyrkorgelfabrik, Tostared.                       |
| 1971    | Villie kyrka                                          | Lunds      |      | 2        | Självständig | 15      | Ja/Ja               | Mekanisk orgel. |
| 1972    | Gravkapellet, Anundsjö församling                     | Härnösands |      | 1        | Självständig | 5       | Ja/Ja               | Mekanisk orgel. |
| 1972    | ?                                                     |            |      | 1        | Bihängd      | 4       | Ja/Ja               | Orgeln flyttades till Kopperskyrkan, Stenungsund år 1985.                                                                                                |
| 1972    | Eljaröds kyrka                                        | Lunds      |      | 1        | Självständig | 5       | Ja/Ja               | Mekanisk orgel. |
| 1972    | Ljungbyheds församlingshem                            | Lunds      |      | 1        | Självständig | 5       | Ja/Ja               | Mekanisk orgel. |
| 1972    | Ängelholms kyrka                                      | Lunds      |      | 1        |              | 4       | Ja/Ja               | Mekanisk kororgel. |
| 1973    | Björnekulla kyrka                                     | Lunds      |      | 2        | Självständig | 22      | Ja/Ja               | Mekanisk orgel. |
| 1973    | Martebo kyrka                                         | Visby      |      | 1        | Självständig | 6       | Ja/Ja               | Mekanisk orgel. |
| 1973    | Tingstäde kyrka                                       | Visby      |      | 1        | Självständig | 5       | Ja/Ja               | Mekanisk orgel. Flyttad 1995 till Vallstena kyrka. |
| 1974    | Hjortsberga kyrka                                     | Växjö      |      | 2        | Självständig | 22      | Ja/Ja               | Mekanisk orgel. Fasaden är från 1841. |
| 1974    | Fosie kyrka                                           | Lunds      |      | 2        | Självständig | 17      | Ja/Ja               | Mekanisk traktur och elektrisk registratur. Fasaden är från år 1900.                                                                                     |
| 1974    | Ravlunda kyrka                                        | Lunds      |      | 1        | Självständig | 7       | Ja/Ja               | Mekanisk orgel. |
| 1975    | Sankta Maria kyrka, Ystad                             | Lunds      |      | 1        |              | 5       | Ja/Ja               | Mekanisk kororgel. |
| 1975    | Hillareds kyrka                                       | Göteborgs  |      | 2        | Självständig | 13      | Ja/Ja               | Mekanisk orgel. Fasaden är från 1882. |
| 1975    | Hertings kyrka                                        | Göteborgs  |      | 1        | Bihängd      | 5       | Ja/Ja               | Mekanisk orgel. |
| 1975    | Billesholms kyrka                                     | Lunds      |      | 2        | Självständig | 8       | Ja/Ja               | Mekanisk orgel. |
| 1976    | Stadionkyrkan, Malmö                                  |            |      | 2        | Självständig | 18      | Ja/Ja               | Mekanisk traktur och elektrisk registratur. |
| 1976    | Sankt Laurentii kyrka, Söderköping                    | Linköpings |      | 1        | Bihängd      | 4       | Ja/Ja               | Mekanisk kapellorgel. |
| 1976    | Önnarps kyrka                                         | Lunds      |      | 1        | Bihängd      | 5       | Ja/Ja               | Mekanisk orgel. |
| 1976    | Höja kyrka                                            | Lunds      |      | 1        | Bihängd      | 5       | Ja/Ja               | Mekanisk kororgel. |
| 1976    | Yngsjö kapell                                         | Lunds      |      | 1        |              | 5       | Ja/Ja               | Mekanisk orgel. |
| 1977    | Horda församlingshem                                  | Växjö      |      | 1        | Bihängd      | 5       | Ja/Ja               | Mekanisk orgel. |
| 1977    | Södra Åsums kyrka                                     | Lunds      |      | 1        | Bihängd      | 5       | Ja/Ja               | Mekanisk orgel. Flyttades 1983 till Björka kyrka. |
| 1977    | Vikens kapell, Viken                                  | Lunds      |      | 1        |              | 4       | Ja/Ja               | Mekanisk orgel. |
| 1977    | Österängs kyrka                                       | Lunds      |      | 1        | Självständig | 6       | Ja/Ja               | Mekanisk orgel. |
| 1978    | Ulricedalskyrkan, Malmö                               |            |      | 1        | Bihängd      | 4       | Ja/Ja               | Mekanisk orgel. |
| 1978    | Ignaberga gamla kyrka                                 | Lunds      |      | 2        | Självständig | 12      | Ja/Ja               | Mekanisk orgel. Nya fasaden är ritad av Torsten Leon-Nilson.                                                                                             |
| 1979    | Södra Mellby kyrka                                    | Lunds      |      | 1        | Självständig | 7       | Ja/Ja               | Mekanisk orgel. |
| 1980    | Sankt Laurentii kyrka, Söderköping                    | Linköpings |      | 2        | Självständig | 23      | Ja/Ja               | Mekanisk kororgel. Fasaden är ritad av Torsten Leon-Nilson.                                                                                              |
| 1980    | Kågeröds kyrka                                        | Lunds      |      | 2        | Självständig | 19      | Ja/Ja               | Mekanisk traktur och elektrisk registratur. Fasaden är äldre än orgeln.                                                                                  |
| 1981    | Ringarums kyrka                                       | Linköpings |      | 1        | Bihängd      | 5       | Ja/Ja               | Mekanisk kororgel. |
| 1981    | Skönberga församlingshem                              | Linköpings |      | 1        | Bihängd      | 4       | Ja/Ja               | Mekanisk orgel. |
| 1981    | Adolfsbergskyrkan                                     | Lunds      |      | 2        | Självständig | 12      | Ja/Ja               | Mekanisk orgel. |
| 1982    | Raus kyrka                                            | Lunds      |      | 1        | Bihängd      | 4       | Ja/Ja               | Mekanisk kororgel. |
| 1982    | Älghults kyrka                                        | Växjö      |      | 1        | Självständig | ?       | Ja/Ja               | Mekanisk kororgel. |
| 1983    | Tyringe kyrka                                         | Lunds      |      | 2        | Självständig | 16      | Ja/Ja               | Mekanisk orgel. |
| 1984    | Lilla Harrie kyrka                                    | Lunds      |      | 1        | Självständig | 5       | Ja/Ja               | Mekanisk orgel. |

### Renoveringar
| År   | Ursprunglig kyrka          | Stift     | Bild | Manualer | Pedal        | Stämmor | Bevarad orgel/fasad | Övrigt |
| ---- | -------------------------- | --------- | ---- | -------- | ------------ | ------- | ------------------- | --- |
|      | Bara kyrka                 | Lunds     |      | 1        |              |         | Ja/Ja               | Omdisponerad och utökad en orgel från 1883 byggd av Anders Victor Lundahl. |
| 1965 | Gårdstånga kyrka           | Lunds     |      | 2        | Självständig | 14      | Ja/Ja               | Omdisponerar en orgel byggd 1956 av Wilhelm Hemmersam, Köpenhamn. Orgeln renoverades 1980 av Gunnar Carlsson, Borlänge.                                                                                       |
| 1965 | Holmby kyrka               | Lunds     |      | 2        | Självständig | 17      | Ja/Ja               | Omdisponerar en orgel byggd 1956 av Wilhelm Hemmersam, Köpenhamn. |
| 1965 | S:t Olofs kapell, Tylösand | Göteborgs |      | 1        | Bihängd      | 8       | Ja/Ja               | Renoverade en orgel från 1776 av Jonas Solberg, Värnamo. |
| 1967 | Stora Hammars gamla kyrka  | Lunds     |      | 1        | Bihängd      | 6       | Ja/Ja               | Renoverade en orgel från 1826 av Carl Grönvall, Hyby. |
| 1967 | Vikens kyrka               | Lunds     |      | 3        | Självständig | 22      | Ja/Ja               | Tillbyggd ett ryggpositiv till orgeln. Orgeln byggdes 1957 av Marcussen & Sön, Danmark. |
| 1967 | Tolgs kyrka                | Växjö     |      | 2        | Självständig | 19      | Ja/Ja               | 1967 omdisponerades orgeln av Künkel. Orgeln byggdes 1881 av Carl Elfström, Ljungby. |
| 1968 | Östra Ljungby kyrka        | Lunds     |      | 1        |              | 8       | Ja/Ja               | Renoverade en orgel från 1707. Den var byggd av Johan Georg Amdor, Ystad. |
| 1969 | Mästocka kapell            | Göteborgs |      | 1        | Självständig | 6       | Ja/Ja               | Renoverade en orgel från 1890 av Johannes Andersson i Långaryd. |
| 1969 | Kärda kyrka                | Växjö     |      | 2        | Självständig | 17      | Ja/Ja               | Renoverade en orgel från 1878 av Carl Elfström, Ljungby. |
| 1970 | Vedby kyrka                | Lunds     |      | 2        | Självständig | 14      | Ja/Ja               | Renoverade en orgel från 1928. Byggd av A Magnussons Orgelbyggeri AB, Göteborg. |
| 1971 | Gårdsby kyrka              | Växjö     |      | 2        | Självständig | 16      | Ja/Ja               | Persson renoverade orgeln 1971 och gjorde om den till mekanisk. Orgeln var byggd 1852 av Johan Nikolaus Söderling, Göteborg. Den hade pneumatiserats och utökats 1935 av A Magnussons Orgelbyggeri, Göteborg. |
| 1972 | Solberga kyrka             | Lunds     |      | 1        | Bihängd      | 7       | Ja/Ja               | Renoverade en orgel byggd 1866 av Johan Lambert Larsson, Ystad. |
| 1974 | Kvidinge kyrka             | Lunds     |      | 1        |              | 3       | Ja/Ja               | Renoverade en orgel från 1800-talet av okänd orgelbyggare. |
| 1975 | Hemmesjö nya kyrka         | Växjö     |      | 2        | Självständig |         | Ja/Ja               | Renoverade och återställde en orgel från 1857 av Johannes Magnusson, Lemnhult och Carl August Johansson, Hovmantorp.                                                                                          |
| 1983 | Skurups kyrka              | Lunds     |      | 2        | Självständig | 15      | Ja/Ja               | Renoverade en pneumatisk orgel byggd 1903 av Eskil Lundén, Göteborg. |